# 폴앙리뱅자맹 데스투르넬 드 콩스탕

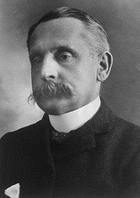
폴앙리뱅자맹 데스투르넬 드 콩스탕

폴앙리뱅자맹 데스투르넬 드 콩스탕(Paul-Henri-Benjamin d'Estournelles de Constant, 1852년 11월 22일 ~ 1924년 5월 15일)은 프랑스의 외교관, 정치인이다. 상설중재재판소를 제창한 인물이며 1909년 노벨 평화상을 수상한 인물이다.
사르트주에서 십자군 시대부터 오랜 역사를 가진 귀족의 가문에서 태어났으며 프랑스 혁명 시기에 활동한 작가이자 정치인인 뱅자맹 콩스탕은 그의 대숙부이다. 파리의 리세 루이르그랑에서 법학과 동양 언어를 배웠고 1876년 외교관이 되었다.
외교관 활동 초기에는 몬테네그로, 오스만 제국, 네덜란드, 영국, 튀니지에서 활동했으며 1882년 프랑스 외교부 레반트국 조교수 신분으로 귀국했다. 그 후 1890년에 다시 외교관 신분으로 런던에 갔고 그 곳에서 영국과 식민지간의 분쟁을 중재했다. 하지만 외교관 활동에 한계를 느꼈고 1895년 의회로 진출하게 된다. 1904년 프랑스 상원 의원으로 선출되었으며 1924년까지 상원 의원으로 활동했다.
식민지 문제에 대해서 프랑스 제3공화국의 식민지 정책에 반대했고 프랑스 의회에 배정된 식민지 의석 삭감을 지지하였으며 프랑스에 동화된 식민지를 보호국으로 만드는 정책을 추진했다. 특히 프랑스가 마다가스카르를 식민지로 지배하는 정책과 서구 열강들의 중국 분할 정책에 대해서는 강력히 반대했지만 국내 문제에 관해서는 이른바 "도덕에 대한 폭행"(outrages aux bonnes mœurs) 정책을 취했다.
국제 관계의 개선을 위해 노력했으며 1900년에는 상설중재재판소 재판관으로 선출되었다. 1898년과 1907년에 열린 만국평화회의에서는 프랑스 대표로 참가하여 유럽 연합의 전망을 구상했다. 역사서와 정치서는 물론 희곡까지 썼는데 정기적으로 신문에 기고했다고 한다. 미국인 여성과 결혼한 이후에는 미국을 여행하면서 미국에 대한 저서를 쓰기도 했다.